# Amt Engelskirchen
Das Amt Engelskirchen war ein Amt im Rheinisch-Bergischen Kreis in der preußischen Rheinprovinz und in Nordrhein-Westfalen. Es ging aus der Bürgermeisterei Engelskirchen im Kreis Wipperfürth hervor.

## Bürgermeisterei Engelskirchen
Bei Einführung von Verwaltungsstrukturen nach französischem Vorbild im Großherzogtum Berg wurde 1808 im Kanton Lindlar des Arrondissements Mülheim am Rhein im Département Rhein auch die Mairie (Bürgermeisterei) Engelskirchen eingerichtet. Nachdem das Rheinland 1814 an Preußen gefallen war, wurde aus der Mairie die preußische Bürgermeisterei Engelskirchen. Diese kam 1816 zum neuen Kreis Wipperfürth. Die Bürgermeisterei Engelskirchen umfasste die beiden Gemeinden Engelskirchen und Hohkeppel.
Am Ende des Jahres 1927 wurde die Bezeichnung aller rheinischen Landbürgermeistereien in „Amt“ geändert. Die Bürgermeisterei Engelskirchen hieß nun Amt Engelskirchen.

## Amt Engelskirchen
Seit dem 1. Oktober 1932 gehörte das Amt Engelskirchen zum Rheinisch-Bergischen Kreis, der aus dem Zusammenschluss des Kreises Wipperfürth mit dem Landkreis Mülheim am Rhein hervorgegangen war.
Zum 1. Januar 1975 wurde das Amt durch das Köln-Gesetz aufgelöst. Die alte Gemeinde Engelskirchen (ohne Brächen, Buddelhagen und Verr) wurde mit der Gemeinde Ründeroth sowie Teilen der Gemeinden Gimborn, Hohkeppel und Overath zur neuen Gemeinde Engelskirchen zusammengeschlossen. Der größte Teil der Gemeinde Hohkeppel wurde Teil der Gemeinde Lindlar. Gleichzeitig wurden Engelskirchen und Lindlar aus dem Rheinischen-Bergischen-Kreis in den Oberbergischen Kreis umgegliedert.

## Einwohnerentwicklung
| Jahr | Einwohner | Quelle |
| ---- | --------- | ------ |
| 1843 | 3.689     | [ 3 ]  |
| 1871 | 4.927     | [ 4 ]  |
| 1885 | 5.443     | [ 5 ]  |
| 1910 | 5.576     | [ 6 ]  |
| 1939 | 5.403     | [ 7 ]  |
| 1950 | 7.860     | [ 8 ]  |
| 1961 | 9.612     | [ 8 ]  |
| 1970 | 10.376    | [ 8 ]  |

## Bürgermeister
Ab 1928 Amtsbürgermeister
- 1808–1809 Georg Klug
- 1809–1815 Johann Joseph David Friederichs
- 1815–1836 Franz Alexander Court
- 1839–1844 Johann Heinrich Bau
- 1844–1851 Friedrich Bremmer
- 1856–1904 Edmund Gefeler
- 1906–1910 Heinrich Ungermann
- 1910–1920 Julius Hübner
- 1921–1929 Wilhelm Becker
- 1929–1933 Wilhelm Carl
- 1933–1940 Hermann Hasberg
- 1940–1944 Erich Blumberg
- 1945–1946 Heinrich Raskin
- 1946–1947 Edmund Schiefeling
- 1947–1949 Aloys Remmel
- 1949–1974 Carl Allmann